# 船颌翼龙属
船頜翼龍屬又名管嘴龍、船嘴翼龍、管頜翼龍、桶頜翼龍或掘頜翼龍，是翼龍目的一屬，生存於侏羅紀晚期的德國地區。牠們的翼展約1公尺。掘頜翼龍屬於喙嘴翼龍科，與本科其他屬相比，船頜翼龍擁有較寬廣的嘴部，與較短的翼與尾巴。

## 發現與命名
在1831年，德國古生物學家奧古斯特·戈德弗斯研究掘頜翼龍的第一個化石，他當時將這個缺乏尾巴的標本，歸類於翼手龍的新種，粗喙翼手龍（Pterodactylus crassirostris），種名在拉丁文意為「胖的口鼻部」Physically it was very similar to Rhamphorhynchus, albeit with notable cranial differences.。這個不完整標本發現於德國巴伐利亞州的索倫霍芬（Solnhofen）地層，是個成年個體，翼展約3呎。

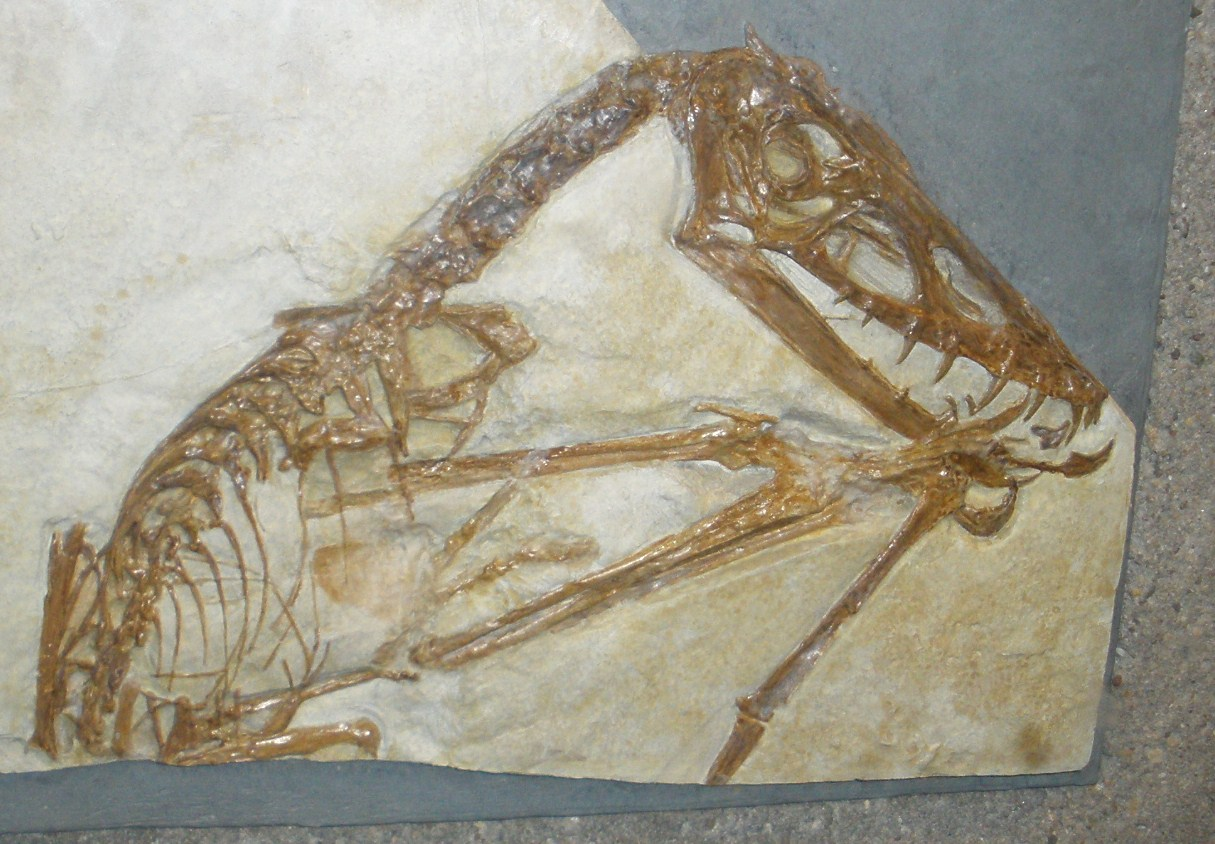
掘頜翼龍的正模標本

在1858年，約翰·瓦格納（Johann A. Wagner）發現第二個標本後，發現尾巴的存在，因此發現這種動物的外形類似喙嘴翼龍類。第二個標本比較完整，但翼展只有約20吋，只有部分骨頭硬化，因此不是個成年個體。粗喙翼手龍曾經多次改歸類於獨立屬，Pachyrhamphus、Brachytrachelus，但已有其他動物優先使用這些名稱。在1961年，約翰·瓦格納將其建立為新屬，模式種是粗喙掘頜翼龍（Scaphognathus crassirostris），屬名意為「船形的頜部」，意指牠們的鈍口鼻部。

## 敘述
目前已發現三個掘頜翼龍的標本，都發現於巴伐利亞州的索倫霍芬地層，地質年代屬於侏儸紀晚期的啟莫里階。在外形上，掘頜翼龍非常類似喙嘴翼龍，但兩者的頭顱骨有不同特徵。
掘頜翼龍具有比例較短的頭顱骨，長4.5吋，口鼻部前段較鈍，眶前孔較大。牙齒較為垂直，而非傾斜。根據早期研究，掘頜翼龍的上頜有18顆牙齒、下頜有10顆牙齒。在2004年，克里斯多佛·班尼特（Christopher Bennett）研究第三個標本，發現上頜只有16顆牙齒；過去可能把替換用牙齒算進去，才變成18顆牙齒。
在2011年，科學家比較翼龍類、現代鳥類與爬行動物的鞏膜環大小，提出掘頜翼龍可能屬於晝行性動物，而喙嘴翼龍、梳頜翼龍可能是夜行性動物；掘頜翼龍可能是為了避免與以上物種爭奪相同食物來源，而錯開活躍時間。